# William Thomas Cosgrave
William Thomas Cosgrave (en irlandés: Liam Tomás Mac Cosgair; 6 de junio de 1880-16 de noviembre de 1965), conocido generalmente como W.T Cosgrave, fue un político Irlandés que sucedió a Michael Collins como cabeza administrativa del Gobierno Provisional Irlandés desde agosto a diciembre de 1922. Sirvió como el primer Presidente del Consejo Ejecutivo del Estado Libre Irlandés desde 1922 hasta 1932.